# Vikajärvi
Vikajärvi är en sjö i Finland. Den ligger i kommunen Rovaniemi i landskapet Lappland, i den norra delen av landet, 700 km norr om huvudstaden Helsingfors. Vikajärvi ligger 115,1 meter över havet. Den är 6,23 meter djup. Arean är 6,41 kvadratkilometer och strandlinjen är 17,14 kilometer lång. Sjön  ingår i Kemi älvs huvudavrinningsområde.   Den sträcker sig 4,7 kilometer i nord-sydlig riktning, och 3,4 kilometer i öst-västlig riktning.
I övrigt finns följande i Vikajärvi:
- Luusuansaari (en ö)
- Vanhantalonsaari (en ö)
- Kypäräsaari (en ö)

I övrigt finns följande vid Vikajärvi:
- Vaattunkivaara (en kulle)